# Becherspiel

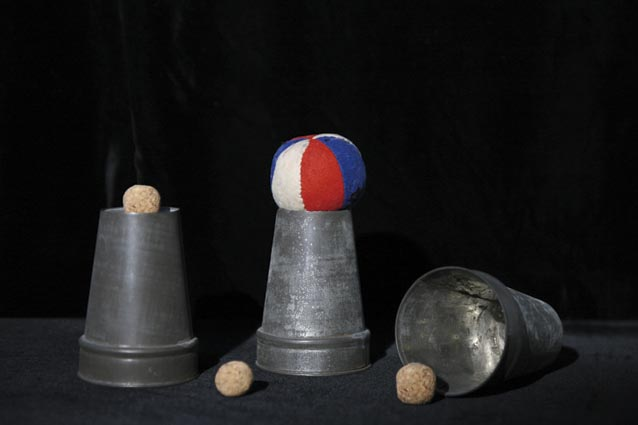
Becher und Bälle

Das Becherspiel gehört zu den ältesten beschriebenen Zauberkunststücken. Dabei wandern kleine Kugeln oder Bälle unter mehreren (zwei bis drei) Bechern hin und her oder durchdringen sie. Häufig erscheint zum Schluss ein großer Ball oder eine Frucht unter einem der Becher.
Auch wenn das Becherspiel Parallelen zu dem Hütchenspiel aufweist, so dient es auf dem Gebiet der Zauberkunst allein der Unterhaltung.

## Geschichte
Eine der frühesten textlichen Erwähnungen des Becherspiels findet man bei Seneca (um 1 bis 65 n. Chr.): “Effice, ut quomodo fiat intelligam: perdidi usum” (deutsch: „Zeige mir, wie der Trick gemacht wird und schon habe ich das Interesse daran verloren“).
Eine der ersten detaillierteren Erklärungen des Kunststücks wird in Reginald Scots Buch The Discoverie of Witchcraft von 1584 aufgezeigt, einem Buch, das nicht als Zauberbuch gilt. Es war als Aufklärungsschrift gedacht. Lediglich das 13. Kapitel darin behandelt die Kunststücke der damaligen Taschenspieler.
Erst 1693 findet man in dem Buch Hocus Pocus Junior eine für den Zauberkünstler bedeutsame Beschreibung, um den Trick als Zauberkunststück zu präsentieren.
Das Becherspiel gehört zu den Kunststücken, die am häufigsten in der bildenden Kunst verarbeitet worden sind, beispielsweise in Der Gaukler von Hieronymus Bosch. Eine ausführliche Dokumentation über die bildnerische Darstellung des Becherspiels und ihre Vorführer zeigt sich in dem Buch The Oldest Trick in the Book von Robert Read, das 2014 in der Edition Volker Huber erschienen ist.